# Aliments entre parents
Els aliments entre parents són, en dret civil, tots aquells indispensables perquè una persona pugui atendre les seves necessitats bàsiques.
Comprenen els aliments pròpiament dits, l'habitatge, educació (si hi ha fills menors), vestit, sanitat, despeses funeràries. Està regulat pel Codi de família, articles 259 a 272. L'any 2010 es va regular al Llibre Segon del Codi Civil de Catalunya.
Per demanar-ho, caldrà fer-ho davant del Jutjat de Primera Instància mitjançant demanda judicial que presentarà un Procurador dels Tribunals assistit per Advocat. Les sentències de separació matrimonial o de divorci quan hi ha fills que no treballin, sempre contenen una pensió alimentària per cobrir els aliments dels fills.